# Halldor Stenevik
Halldor Østervold Stenevik (Austevoll, 2 febbraio 2000) è un calciatore norvegese, centrocampista del Molde.

## Carriera

### Club
Stenevik è cresciuto nelle giovanili del Fyllingsdalen, per poi entrare a far parte di quelle del Brann. Aggregato alla prima squadra di quest'ultimo club a partire dalla stagione 2015, ha esordito in Eliteserien in data 10 settembre 2016: ha sostituito Remi Johansen nel pareggio interno per 0-0 contro il Viking. Il 26 aprile 2017 ha realizzato la prima rete da professionista, nella vittoria per 0-7 in casa dell'Austevoll, sfida valida per il primo turno del Norgesmesterskapet.
Il 26 luglio 2017, Stenevik è passato al Nest-Sotra con la formula del prestito. Il successivo 6 agosto ha quindi debuttato con la nuova maglia, in 2. divisjon, trovando anche la rete nella vittoria per 0-3 sul campo del Vard Haugesund. Ha contribuito alla promozione della squadra, arrivata al termine di quella stessa annata. Il 24 marzo 2018, il prestito di Stenevik al Nest-Sotra è stato rinnovato, fino all'estate. È rientrato al Brann nel mese di luglio 2018.
Il 29 agosto 2018, lo Strømsgodset ha ufficializzato l'ingaggio di Stenevik, che si sarebbe trasferito nel nuovo club a partire dal 1º gennaio 2019, a parametro zero: ha firmato un contratto valido per i successivi tre anni e mezzo. Il 5 maggio 2019 ha giocato la prima partita con la nuova casacca, sostituendo Nicholas Mickelson nella sconfitta per 2-1 arrivata in casa dell'Odd.
Il 14 agosto 2019, Stenevik è stato ceduto al Sogndal con la formula del prestito. Ha disputato un unico incontro in squadra, in data 17 agosto: è subentrato a Steffen Ernemann nella sconfitta casalinga per 2-3 subita contro l'Aalesund.
Rientrato allo Strømsgodset per fine prestito, a partire dalla stagione 2020 ha trovato maggiore spazio in squadra. Il 13 giugno 2021 ha realizzato il primo gol nella massima divisione locale, nella vittoria per 2-1 sul Rosenborg. Il 9 luglio successivo, lo Strømsgodset ha reso noto il rinnovo di contratto di Stenevik fino al 31 dicembre 2024.
L'8 gennaio 2024 è stato ingaggiato dal Molde, a cui si è legato con un contratto quadriennale.

### Nazionale
Stenevik ha debuttato per la Norvegia under 21 in data 8 ottobre 2021: ha sostituito Noah Holm nella sconfitta per 3-2 subita contro la Croazia.

## Statistiche

### Presenze e reti nei club
Statistiche aggiornate al 10 gennaio 2024.
| Stagione            | Club                | Campionato          | Campionato | Campionato | Coppe nazionali | Coppe nazionali | Coppe nazionali | Coppe continentali | Coppe continentali | Coppe continentali | Supercoppe | Supercoppe | Supercoppe | Totale | Totale |
| Stagione            | Club                | Comp                | Pres       | Reti       | Comp            | Pres            | Reti            | Comp               | Pres               | Reti               | Comp       | Pres       | Reti       | Pres   | Reti   |
| ------------------- | ------------------- | ------------------- | ---------- | ---------- | --------------- | --------------- | --------------- | ------------------ | ------------------ | ------------------ | ---------- | ---------- | ---------- | ------ | ------ |
| 2015                | Brann               | 1D                  | 0          | 0          | CN              | 0               | 0               | -                  | -                  | -                  | -          | -          | -          | 0      | 0      |
| 2016                | Brann               | ES                  | 2          | 0          | CN              | 0               | 0               | -                  | -                  | -                  | -          | -          | -          | 2      | 0      |
| gen.-lug. 2017      | Brann               | ES                  | 0          | 0          | CN              | 2               | 1               | UEL                | 0                  | 0                  | SN         | 0          | 0          | 2      | 1      |
| lug.-dic. 2017      | Nest-Sotra          | 2D                  | 11         | 1          | CN              | -               | -               | -                  | -                  | -                  | -          | -          | -          | 11     | 1      |
| mar.-lug. 2018      | Nest-Sotra          | 1D                  | 9          | 2          | CN              | 3               | 0               | -                  | -                  | -                  | -          | -          | -          | 12     | 2      |
| Totale Nest-Sotra   | Totale Nest-Sotra   | Totale Nest-Sotra   | 20         | 3          |                 | 3               | 0               |                    | -                  | -                  |            | -          | -          | 23     | 3      |
| lug.-dic. 2018      | Brann               | ES                  | 0          | 0          | CN              | 0               | 0               | -                  | -                  | -                  | -          | -          | -          | 0      | 0      |
| Totale Brann        | Totale Brann        | Totale Brann        | 2          | 0          |                 | 2               | 1               |                    | 0                  | 0                  |            | 0          | 0          | 4      | 1      |
| gen.-ago. 2019      | Strømsgodset        | ES                  | 3          | 0          | CN              | 2               | 0               | -                  | -                  | -                  | -          | -          | -          | 5      | 0      |
| ago.-dic. 2019      | Sogndal             | 1D                  | 1          | 0          | CN              | -               | -               | -                  | -                  | -                  | -          | -          | -          | 1      | 0      |
| 2020                | Strømsgodset        | ES                  | 22         | 0          | -               | -               | -               | -                  | -                  | -                  | -          | -          | -          | 22     | 0      |
| 2021                | Strømsgodset        | ES                  | 29         | 2          | CN              | 3               | 1               | -                  | -                  | -                  | -          | -          | -          | 32     | 3      |
| 2022                | Strømsgodset        | ES                  | 27         | 0          | CN              | 1               | 0               | -                  | -                  | -                  | -          | -          | -          | 28     | 0      |
| 2023                | Strømsgodset        | ES                  | 22         | 1          | CN              | 1               | 0               | -                  | -                  | -                  | -          | -          | -          | 23     | 1      |
| Totale Strømsgodset | Totale Strømsgodset | Totale Strømsgodset | 103        | 3          |                 | 7               | 1               |                    | -                  | -                  |            | -          | -          | 110    | 4      |
| 2024                | Molde               | ES                  | 0          | 0          | CN              | 0               | 0               | UECL               | 0                  | 0                  | -          | -          | -          | 0      | 0      |
| Totale              | Totale              | Totale              | 126        | 6          |                 | 12              | 2               |                    | 0                  | 0                  |            | 0          | 0          | 138    | 8      |

## Palmarès

### Club

#### Competizioni nazionali
- 2. divisjon: 1

Nest-Sotra: 2017 (gruppo 2)